# Komisch, alles chemisch!
Komisch, alles chemisch! Handys, Kaffee, Emotionen – wie man mit Chemie wirklich alles erklären kann ist ein 2019 erschienenes Sachbuch der Chemikerin, Wissenschaftsjournalistin und YouTuberin Mai Thi Nguyen-Kim, die darin leicht verständlich Chemie erklärt. Das Buch gelangte bis auf Platz zwei der Spiegel-Bestsellerliste.

## Inhalt
Mai Thi Nguyen-Kim zeigt auf, dass alles, was uns umgibt, und auch wir selbst, Chemie ist. Sie erklärt an alltäglichen Erscheinungen und Gegenständen die wesentlichen Grundlagen der Chemie im leichten Plauderton.
Anhand des Tagesablaufs spricht Nguyen-Kim verschiedene Aspekte an, die durch die ganze Welt der organischen, anorganischen und physikalischen Chemie führen: Beim Aufwachen am Morgen ist der Melatonin- und Cortisonspiegel entscheidend, sie erklärt, wann der erste Kaffee am besten wirke (eine Stunde nach dem Aufstehen) und warum Fluoride in der Zahnpasta wichtig sind. Warum Schweiß stinkt, wird erklärt, und auch, warum wir das riechen – auch wenn die Erkenntnis eher unangenehm ist. Sie erklärt, warum beim täglichen Duschen die hydrophile Schutzschicht der Haut durch die Tenside angegriffen wird und was genau dabei passiert. Bei der Zubereitung eines Fondant au chocolat wird deutlich, wie Lebensmittel beim Erhitzen chemisch reagieren und was wir auf der Zunge wirklich schmecken. Am Ende wird der Tag mit einem geselligen Glas Wein beendet und das ist natürlich auch Chemie, die im Körper wirkt.
Weiterhin gibt das Buch Einblicke in den Wissenschaftsbetrieb und das Leben von Doktoranden und Post-docs, das durch lange Arbeitszeiten mit einer hohen Arbeitsbelastung gekennzeichnet ist und die mit der strikten Hierarchie zurechtkommen müssen. Nguyen-Kim schreibt aber auch über ihre Familie, ihre Freunde und deren Liebeskummer.

## Rezensionen
Volkart Wildermuth besprach den Titel bei Deutschlandfunk Kultur: Munter und aufgeschlossen erzählt die Autorin aus ihrem persönlichen Leben und zeigt dabei chemische Zusammenhänge auf. Dabei verfolgt sie stets das Credo: man darf sich nicht mit einfachen Antworten zufriedengeben. Damit wird nicht nur Chemie erklärt, sondern auch wissenschaftliche Prinzipien dargelegt.
Wolfgang Schneider besprach in der Frankfurter Allgemeinen Zeitung die Hörbuchausgabe des Titels und zog das Fazit: „ihr Witz ist nicht zu verwechseln mit Wissenschaftscomedy. Dafür ist es Mai Thi Nguyen-Kim zu ernst mit der Chemie, und es würde auch nicht zur schönen Maxime ihrer Vermittlungsarbeit passen: ‚Mehr Leidenschaft für Sachlichkeit!‘“
Katja Maria Engel meint am 24. Mai 2019 bei Spektrum.de, dass die Autorin „originell, fachlich kompetent, gut recherchiert und jeweils mit Quellenangabe“ in die Chemie einführe, dabei unterhaltsam bleibe, aber auch Skepsis gegenüber nicht fundierten Studien wecken möchte.
Jörg Wetterau lobt in der Naturwissenschaftlichen Rundschau vom Mai 2019 die Bewusstmachung der Alltagschemie und den kritischen Umgang mit wissenschaftlichen Studien, ist aber vom Sprachniveau des Buches nicht überzeugt („sprachlich manchmal zu »cool«“). Explizit kritisiert er übermäßiges Product Placement sowie „Selbstbeweihräucherung“ der Autorin, die nicht zuletzt angesichts grober inhaltlicher Fehler – mehrfache Verwechselung von Seltenerd- mit Edelmetallen – fragwürdig wirke.

## Ausgaben
- Komisch, alles chemisch! Handys, Kaffee, Emotionen – wie man mit Chemie wirklich alles erklären kann. Droemer Verlag, München 2019, ISBN 978-3-426-27767-6.

- Englische Ausgabe: Chemistry for Breakfast. The Amazing Science of Everyday Life. Ingram Publisher Services 2021, ISBN 978-1-77164-748-9.